# Oleh Ivachtchenko
Oleh Ivachtchenko est un officier militaire ukrainien, lieutenant général, chef du service de renseignement étranger depuis le 26 mars 2024.

## Carrière militaire
Depuis octobre 2017, au grade de général de division, il a occupé le poste de premier chef adjoint du renseignement de défense de l'Ukraine, chef d'état-major adjoint des forces armées ukrainiennes pour le renseignement.
Depuis 2021, il est simultanément commandant en chef adjoint des forces armées ukrainiennes.
Il a exercé ces fonctions jusqu'au 26 mars 2024, date à laquelle il a été nommé chef du service de renseignement extérieur de l'Ukraine par décret du président Volodymyr Zelensky.